# Kom nu, helig Ande
Kom nu, helig Ande (finska: Tule Pyha Henki) är en finsk psalm med text och musik skriven 1991 av Pekka Simojoki. Den översattes till svenska 1998 av Per Harling. Psalmen är en tvåstämmig kanon.

## Publicerad som
- Nr 719 i Verbums psalmbokstillägg 2003 under rubriken "Anden, vår hjälpare och tröst".

## Källa
- biblecenter.se – "Kom nu, helige Ande"